# دميتري ياشينكو
دميتري ياشينكو (بالروسية: Ятченко, Дмитрий Иванович)‏ (25 أغسطس 1986 بموسكو في روسيا - ) هو لاعب كرة قدم روسي في مركز الدفاع. شارك مع منتخب روسيا تحت 21 سنة لكرة القدم ومنتخب روسيا الثاني لكرة القدم. أما مع النوادي، فقد لعب مع تيريك غروزني ونادي كريليا سوفيتوف سامارا وسبارتاك نالتشيك.

## وصلات خارجية
- دميتري ياشينكو على موقع قاعدة بيانات كرة القدم.إي يو (الإنجليزية)
- دميتري ياشينكو على موقع Soccerway.com (الإنجليزية)
- دميتري ياشينكو على موقع عالم كرة القدم.نت (الإنجليزية)